# 무한걸스
《무한걸스》는 2007년 9월 23일부터 MBC 드라마넷에서 파일럿 프로그램으로 방영한 이후, 같은 해 10월 15일부터 새롭게 신설된 MBC 계열의 케이블 채널 MBC 에브리원에서 정규 편성되어 현재 시즌 3까지 방송한 프로그램이다. 《무한걸스》는 MBC에서 방송 중인 《무한도전》의 재창조 형식의 프로그램으로, 여섯 명의 여자로 구성된 멤버가 도전하는 것을 표방하고 있다. 방송 당시 시즌 1의 멤버들은 가수에 도전해 실제로 음반을 내고 차력쇼를 선보이는 등 매회 새로운 도전을 선보였다. 그 덕분에 방송 100회를 넘기며 최고 2%가 넘는 시청률을 기록했지만 멤버가 전면 교체된 시즌 2는 시청률 하락으로 쓴맛을 봤다. 시즌 2의 부진을 만회하기 위해 2010년 12월 9일부터 시작한 시즌 3에서는 원년 멤버 송은이와 황보, 백보람이 다시 뭉친다. 2012년 6월 17일부터 지상파 MBC에 정규편성이 확정하기도하지만 2개월 만에 다시 MBC every1에서만 방송되기도하다.

## 출연자

### 멤버
- 송은이_파일럿, 시즌1, 시즌3

2007년 9월 23일 ~ 2009년 11월 27일, 2010년 12월 9일 ~ 2013년 11월 25일
- 신봉선_파일럿, 시즌1, 시즌3

2007년 9월 23일 ~ 2009년 11월 27일, 2011년 7월 21일 ~ 2013년 11월 25일
- 김신영_시즌1, 시즌3

2007년 10월 15일 ~ 2009년 11월 27일, 2011년 11월 10일 ~ 2013년 1월 7일, 2013년 4월 8일 ~ 2013년 11월 25일
- 백보람_시즌1, 시즌3

2007년 10월 15일 ~ 2009년 11월 27일, 2010년 12월 9일 ~ 2013년 11월 25일
- 황보_시즌1, 시즌3

2008년 4월 11일 ~ 2009년 11월 27일, 2010년 12월 9일 ~ 2013년 11월 25일
- 안영미_시즌2, 시즌3

2009년 12월 4일 ~ 2010년 8월 27일, 2010년 12월 9일 ~ 2013년 11월 25일
- 김숙_시즌3

2011년 11월 10일 ~ 2013년 11월 25일

### 하차 멤버
시즌1
- 성은 : 2007년 10월 15일
- 오승은 : 2007년 10월 15일 ~ 2008년 4월 4일
- 정시아 : 2007년 10월 24일 ~ 2009년 3월 6일
- 정가은 : 2009년 3월 20일 ~ 2009년 11월 27일, 2011년 5월 26일, 2012년 1월 5일, 12월 31일, 2013년 3월 11일 ~ 3월 18일 (무한걸스 시즌 3에서도 가끔씩 출연하였다.)

시즌2
- 현영 : 2009년 12월 4일 ~ 2010년 8월 27일
- 김나영 : 2009년 12월 4일 ~ 2010년 8월 27일
- 김은정 : 2009년 12월 4일 ~ 2010년 8월 27일
- 정주리 : 2009년 12월 4일 ~ 2010년 8월 27일
- 솔비 : 2009년 12월 4일 ~ 2010년 2월 27일
- 이지혜 : 2010년 3월 19일 ~ 2010년 8월 27일

시즌3
- 오주은 : 2010년 12월 9일 ~ 2011년 5월 19일
- 한지우 : 2010년 12월 9일 ~ 2011년 5월 19일

파일럿
- 파일럿 출연자 (2007년 9월 23일) : 김현숙, 김가연, 안혜경, 김빈우

## 총 횟수
- 시즌1 : 총 111부작
- 시즌2 : 총 39부작
- 시즌3 (MBC 무한걸스 + Every1 무한걸스 시즌3) : 1회~80회, 1회~7회, 88회~155회

## 역사

### 시즌 1 (2007년 9월 ~ 2009년 11월)
- 2007년 9월 23일 : MBC 드라마넷을 통해 처음 방영된 《무한걸스》의 첫 방송의 시청률이 2.23%을 기록하였다. 이는 케이블 채널의 프로그램인 경우 성공 기준이 시청률 3% 정도인 것을 감안한다면 높은 시청률이었다.[3][4][5]
- 2009년 9월 : 《무한걸스》는 국내 케이블 예능 프로그램으로는 세 번째로 100회를 돌파하였으며, MBC 플러스 계열 채널에서는 삼색녀 토크쇼에 이어 두 번째로 100회를 돌파한 것이다.[6]
- 2009년 9월 11일 : 칼럼니스트 이명석은 2009년 9월 11일자 한겨레21 제777호에 게재된 〈이주일을 웃겼다〉라는 칼럼코너란에서 “파일럿 때의 김가연·김빈우 등이 정규 편성되면서 빠지고, 오승은·정시아가 결혼 등의 이유로 교체되는 과정에서 불안감은 적지 않았다. 그러나 외모 지수가 가장 높은 정시아·정가은 등이 럭셔리 이미지를 버리고 “저한테 연예인 되고 싶어서 환장했느냐는 악플 달고 그러시는데요. 저 환장한 거 맞고요”라며 4차원 세계를 보여주는 게 너무 즐겁다"라고 표현해서 말했다.[7]
- 2009년 11월 17일 : 시청률 부진을 이유로 MBC 에브리원은 기존 멤버인 송은이, 정가은, 김신영, 신봉선, 황보, 백보람 전원을 교체하고, 동시에 프로그램 제작을 맡던 외주 제작사를 델미디어에서 코엔미디어로 교체를 결정한다.
- 2009년 11월 16일 : 송은이는 자신이 진행하고 있는 《송은이, 신봉선의 동고동락》(SBS 파워FM)에서 “어제(15일) ‘무한걸스’ 마지막 촬영을 했다”며 “6명의 멤버들이 시즌1을 끝냈다”고 밝혔다. 이로 인해 멤버 전원 교체설이 나오며 시즌 1의 갑작스러운 종영에 많은 팬들이 무한걸스 시청자 게시판에 서운함을 토로하기도 했다.[8] 이에 대해 MBC 에브리원의 관계자는 “‘무한걸스’가 최근 시청률이 떨어져 분위기 쇄신을 위해 고민 끝에 제작사를 변경하기로 했다”며 “그 상황에서 송은이에게 계속 출연해줄 것을 부탁했으나 스케줄과 체력 등 여러 문제를 얘기하며 하차하겠다"고 했다고 전했다. 또한 송은이를 제외한 다른 출연진의 거취에 관하여 "현재 출연진 소속사들과 하차에 대해 얘기 중이다”고 말했다.[9] 송은이가 하차를 결정함과 동시에 나머지 멤버들도 결국 동반 하차를 결정했다. 이로써 시즌 1은 팬들의 안타까움 외침 속에 마무리가 되었다.[10]
- 2009년 12월 2일 : 시즌1 제작을 맡았던 양현석 PD는 MBC 에브리원 홈페이지에 뒤늦게나마 하차 인사를 남겼고, 이 글에서 “시청자 여러분 때문에 ‘무한걸스’는 행복했다는 사실이다”라고 전했다.[11]
- 2009년 12월 27일 : 무한걸스 1기 멤버들은 수익금으로 어려운 이웃을 돕는 '사랑의 포차' 자리를 마련하였고, 이 자리에서 하차에 대한 고별인사를 전했다.[12][13]

### 시즌 2 (2009년 12월 ~ 2010년 8월)
- 2009년 11월 17일 : 제작진은 새로운 버전과 새로운 멤버로 구성할 것을 밝히고[14] 무한걸스 2기 멤버로, 현영을 주장을 삼아서 김나영, 김은정, 정주리, 솔비, 안영미로 결정하며 새로이 시즌2가 시작되었다.
- 2009년 11월 21일 : 서울 오륜동 올림픽 공원과 경기도의 한 창고에서 첫 촬영에 나섰는데 팔방미인으로 거듭나기 위해 6명의 멤버들은 첫 만남부터 최고의 개인기와 입담을 선보였다.[15]
- 2009년 12월 4일 : 매주 금요일 밤 11시에 방송을 하게 된다.[16][17]
- 2010년 2월 26일 : 솔비는 이 방송분을 마지막으로 프로그램에서 하차했다. 솔비는 "앨범 준비 때문에 '무한걸스2'와 촬영 스케줄이 맞지 않아 더 이상의 출연하기 어렵다"고 하차 이유를 밝혔다. 솔비가 '무한걸스2'의 멤버로 녹화를 시작한 지 두달 만이며 이는 시즌 1의 멤버들을 포함해서도 역대 가장 빠른 하차다.[18] ‘여자, 2010년 신상녀 되기’촬영에 혹시라도 자신 때문에 촬영 분위기를 망칠까 염려가 된 솔비는 자신의 하차 소식을 촬영 내내 숨기다가 촬영이 끝날 무렵 조심스럽게 입을 열었다. 솔비는 이제야 멤버들과 호흡이 맞는데 자신으로 인해 분위기가 깨질까 걱정된다며 미안한 마음을 전했다. 하지만 앨범 준비로 도저히 스케줄이 맞지 않아 더 이상은 출연하기 어렵다는 입장을 밝혔다. 무한걸스 멤버들은 솔비에게 언제든지 돌아오라고 솔비의 자리는 늘 비워두겠다며 아쉬운 마음을 전하며 끝내 눈물을 흘리며 안타까워했다.[19] 하지만 솔비의 솔직한 발언에 불구하고 시청자들은 석연치 않다는 반응이었다. 솔비가 '무한걸스2' 멤버로 녹화를 시작한 지 두 달밖에 되지 않았고 시즌1을 포함해 역대 멤버들 중 가장 빨리 하차를 선언했기 때문이다. '무한걸스2'의 시청자 게시판에는 "두달 만에 하차할 거면 왜 합류했는지 궁금하다" "시청률이 안 나오니까 하차하는 게 아니냐" 등의 불만 섞인 글들이 올라왔다.[20]
- 2010년 3월 16일 : 하차한 솔비의 후임으로 이지혜가 발탁되어 첫 녹화 분으로 '일등 신붓감 되기' 편부터 참여했다. 제작진은 보도자료를 통해 "여러 명의 후보를 놓고 고심하던 중 이지혜가 기존 멤버들과 가장 잘 어울릴 것 같아 선택했다"고 밝혔다.[21][22]
- 2010년 3월 19일 : 솔비 하차 이후 2주간의 5인조 임시체제를 거쳐 새 멤버를 영입하여 이 방송분부터 가수 이지혜를 전격 활동하게 되었다.
- 2010년 8월 6일 : MBC 에브리원 관계자는 보도자료를 통해 "지난해 말 새로운 멤버로 출발한 '무한걸스2'가 다음주 마지막 녹화를 하고 27일 방송을 끝으로 막을 내린다"고 밝혔다. 이어 "비록 시즌2는 끝나지만 '무한걸스'는 MBC 에브리원을 대표하는 프로그램인 만큼 개국 3주년을 맞는 오는 10월 시즌3을 선보일 예정"이라고 덧붙였다. 같은 날 '무한걸스'의 PD도 6일 오후 머니투데이 스타뉴스와 전화 인터뷰에서 "긴 기간 동안 방송을 했던 '무한걸스' 시즌2가 27일을 끝으로 종영하게 됐다"고 밝혔다.[23][24]
- 2010년 8월 27일 : 시즌 2가 종영을 하게 되었다.

### 시즌 3 (2010년 12월 ~ 2013년 11월)
- 2010년 11월 10일 : 시즌 2의 좌절을 딛고 오랜 준비끝에 시즌 3이 송은이의 복귀로 시작을 하게 된다. 원래는 MBC 에브리원 개국 3주년 기념일에 맞춰서 시즌 3를 하려고 했으나 제작 준비가 길어져서 12월에 프로그램을 시작하기로 했다. MBC 에브리원 관계자는 "송은이를 주축으로 개성 있는 멤버들로 구성될 것"이라며 "'무한걸스' 시즌3가 여성 버라이어티 프로그램의 영광을 재현할 수 있을 것"이라며 자신감을 내비쳤다.[25]
- 2010년 11월 15일 : MBC 에브리원은 보도자료를 통해 송은이와 함께 시즌 1에서 활약했던 황보와 백보람이 다시 투입되고, 시즌 2의 멤버였던 안영미도 함께 했다. 시즌 3의 새로운 얼굴로는 오주은과 신인 배우 한지우가 합류하였다.[26]
- 2010년 12월 9일 : 시즌 3이 시작되었다.
- 2010년 12월 23일 : 시즌 3의 출범으로 인기회복을 놀렸지만 황보의 군대비하 발언 논란으로 구설수가 올랐다. 황보는 '준비된 신부, 건강한 엄마 되기' 편에서 7kg의 임산복을 입고 일일 임산부 체험을 했다. 아기를 낳을 때 7 ~ 8시간의 진통시간이 걸릴 수도 있다는 말을 들은 황보는 "진짜 억울하다. 여자들만 애 낳는 거 보면 남편들은 진짜..."라며 말끝을 흐렸다. 옆에서 듣고 있던 송은이는 "이럴 때마다 남자들도 하는 얘기 있잖아요"라며 대응했고 황보는 못마땅한 표정으로 "바깥에서 돈 벌어오는 거?"라고 말했다. 이어 송은이는 "아니 군대 이야기"라고 말했다. 황보는 "에이그 뭐야 그게"라며 빈정거렸고 그 후 사태에 심각성을 깨닫고 '내가 대신 군대 가겠다' '편집해달라' 등 장난스러운 사과태도를 보였다.[27]
- 2011년 1월 25일 : 위와 같은 논란으로 제작진은 "악의적으로 한 말이 절대 아니다. 방송 보면 알겠지만 비하 발언이 아니라 송은이 씨와 황보 씨가 임산부 입장에서 능청스럽게 말한 부분이다. 방송 직후에도 시청자 게시판에 아무런 문제가 없었고 그 발언 이후 바로 '충성'이라며 재치있게 사과까지 했다. 군대 발언만 강조해서 비하 발언으로 몰아가는 건 너무 억울하다"라고 해명했다. 해명 소식을 접한 네티즌들은 "방송 볼 땐 그냥 넘어갔는데 논란까지는 아닌 것 같다", "황보 속상하겠다", "괜한 마녀사냥 하지 말자"라는 반응을 보였다.[28]
- 2011년 5월 19일 : 여러 어려움을 딛고 점차 회복을 보이는 가운데 시즌 3 시작과 함께 했던 오주은, 한지우가 연기활동을 위해 하차를 하게 되면서 임시적으로 4인조 체제로 진행하게 된다. 잠시 정체기를 맞은 가운데 시즌 1의 히로인 신봉선, 김신영의 복귀, 새로운 멤버 김숙의 합류로 7인조 체제로 전환하게 된다.
- 2011년 7월 14일 : 신봉선의 복귀가 확정이 되었고 보도자료를 통해 "다시 원년 멤버들과 프로그램을 진행하게 돼 기쁘다"며 "앞으로 시청자들에게 더 신선한 웃음을 전할 것"이라고 소감을 피력했다.[29]
- 2011년 11월 10일 : 김신영의 복귀와 김숙의 합류로 7인조 체제로 전환이 되었는데 원년 멤버인 김신영은 시즌 1에서 신봉선과 개그 콤비 [니나,내나]를 이루어 화려한 입담으로 시청자들에게 많은 사랑을 받았다. 복귀한 김신영은 보도자료를 통해“원년 멤버들과 다시 호흡을 맞추게 되어 기쁘다”밝혔으며“앞으로 시청자들에게 더 많은 웃음을 드리겠다”고 전했다. 제작진도“김숙과 김신영은 이미 무한걸스 멤버들과 함께 한 경험이 많아 프로그램 진행에 새로운 활력을 불어 넣어줄 것”이라며 “새 멤버의 투입으로 한층 새로워진‘무한걸스’를 선보일 계획”이라고 밝혔다.[30]
- 2012년 6월 2일 : MBC 입성이 확정이 되었다. MBC 홍보실이 보도자료를 통해 발표되었다.
- 2010년 6월 10일 : TV 개편을 통해 파일럿 편성이 되었던 《주얼리 하우스》와 함께 《무한걸스》도 함께 편성이 결정되었다고 밝혔다.[31]
- 2010년 6월 17일 : 우리들의 일밤 1부 《남심여심》이 시청률 부진으로 인해 폐지되면서 그 자리에 편성되었다. 송은이는 공식 트위터를 통해“무한걸스 녹화 마치고 집에 옴! 즐겁고 재미나게 녹화했지만... 뭔가 무거운 마음... 또 괜히 미안한 마음...”이라는 글로 착잡한 심경을 밝히기도 했다.
- 2012년 6월 15일 : MBC 여의도 본사에서 가진 기자간담회에서도 "MBC 본사의 상황과는 별개로 시청자 입장에서 결방과 폐지설이 도는 '무한도전'의 상황이 안타깝다"고 털어놨다.[32]
- 2012년 7월 이후 : 반감은 곧바로 저조한 시청률로 이어졌다. 지난 2007년 출범 이후 나름 MBC에브리원의 대표 예능프로그램으로 자리잡았던 '무한걸스'였지만 지상파에선 애국가 시청률로 철저히 외면 받았다. '무한걸스'만의 색깔도 잃어버렸다. 망가지길 두려워하지 않는 여성 출연자들이 거침없는 애드리브와 걸쭉한 입담을 쏟아내는 게 '무한걸스'의 매력이었다. 그러나 '무한걸스'는 지상파에서 스스로도 낯설어 하는 기색이 역력했다. 멤버들도 "수위가 많이 낮아졌다", "너무 예뻐지려고 한다더라"라며 '무한걸스'의 퇴색을 인정했다.[33]
- 2012년 8월 10일 : 결국 MBC 에브리원은 보도자료를 통해 "MBC 파업 종료와 올림픽 기간에 맞춰 진행된 부분 개편에 따라 '무한걸스'의 MBC 에브리원 복귀를 최종 결정했다"고 밝혔다. 프로그램 책임을 맡고 있는 이순옥 CP는 "지상파 방송 이후 과거 '무한걸스' 방송을 찾아보는 시청자가 늘었고, 실제 MBC에브리원에서의 '무한걸스' 시청률이 높아졌다"면서 "지상파 편성에서 제외된 부분은 아쉽지만 그 인지도를 바탕으로 케이블 방송에 특화된 프로그램으로 시청자에게 한 걸음 더 다가서게 될 것"이라고 밝혔다.[34]
- 2013년 11월 25일 : 시즌 3 종료

## 오프닝 구호의 변천사
프로그램 시작시 구호와 함께 손동작을 같이 한다.
| 회        | 구호 내용                                                      |
| --------- | -------------------------------------------------------------- |
| 1 ~ 8     | 무형식이 형식이다 프리스타일 생활 버라이어티 우리는 무한걸스   |
| 9 ~ 11    | 무형식이 형식이다 프리스타일 無개념 버라이어티 우리는 무한걸스 |
| 12 ~ 111  | 무형식이 형식이다 프리스타일 三無 버라이어티 우리는 무한걸스   |
| 112 ~ 150 | 대한민국 여자대표 우리는 무한걸스                              |
| 151 ~ 305 | 여성 버라이어티의 혁명 우리는 무한걸스                         |

三無는 無개념, 無작정, 無례한의 앞자를 딴 것으로 3가지가 없다는 뜻이다.
구호와 함께 이루어지는 손동작은 추석특집때 만들어진 손동작으로 사용되다 2008년 1월 11일 ~ 31일까지 진행된 UCC 시청자 공모(12회)를 통해 선정된 동작이 18회 때 공개되었고 19회 오프닝부터 변경되었다.
시즌 3(151회 ~)부터는 클로징을 할 때도 구호를 외친다.

## 에피소드 목록

### 파일럿 및 시즌 1
| 회차        | 방송일           | 제목 (내용)                                                | 게스트                                                | 참고 |  |
| 파일럿 시작 | 파일럿 시작      | 파일럿 시작                                                | 파일럿 시작                                           | 파일럿 시작 |  |
| ----------- | ---------------- | ---------------------------------------------------------- | ----------------------------------------------------- | --- |  |
| 0           | 2007년 9월 23일  | 리어카 끌기                                                |                                                       | 송은이, 신봉선, 김현숙, 김가연, 안혜경, 김빈우 (추후 멤버 교체 예정)                                                             |  |
| 파일럿 종방 |                  |                                                            |                                                       | |  |
| 시즌 1 시작 |                  |                                                            |                                                       | |  |
| 1           | 2007년 10월 15일 | 심마니 되다                                                |                                                       | 송은이, 김신영, 신봉선, 백보람, 성은, 오승은 (고정멤버로 결정되지는 않음)                                                        |  |
| 2           | 2007년 10월 24일 | 캠퍼스 가다                                                |                                                       | 성은 하차 및 정시아 투입, 송은이, 신봉선, 오승은, 백보람, 김신영, 정시아 정식멤버 결정, 2회부터 매주 금요일 방송으로 시간대 변경 |  |
| 3           | 2007년 10월 31일 | 찜질방 스피드 다이어트                                     |                                                       | |  |
| 4           | 2007년 11월 7일  | 차력도전                                                   |                                                       | |  |
| 5           | 2007년 11월 14일 | 섹시화보 촬영                                              |                                                       | |  |
| 6           | 2007년 11월 21일 | 골목대장 되다!                                             |                                                       | |  |
| 7           | 2007년 11월 28일 | 해병대 가다!                                               |                                                       | |  |
| 8           | 2007년 12월 5일  | 엠티가다!                                                  |                                                       | |  |
| 9           | 2007년 12월 12일 | 원더걸스되다!                                              | 원더걸스, LJ 이주연                                   | |  |
| 10          | 2007년 12월 19일 | 일일포차하다! - 사랑의 포장마차                            |                                                       | |  |
| 11          | 2007년 12월 26일 | 미공개-X파일                                               |                                                       | |  |
| 12          | 2008년 1월 4일   | 신년운세보다!                                              |                                                       | |  |
| 13          | 2008년 1월 11일  | 무한걸스 공익 광고 만들기                                  |                                                       | |  |
| 14          | 2008년 1월 18일  | 동물원에 가다                                              |                                                       | |  |
| 15          | 2008년 1월 25일  | 치어리더 되다!                                             |                                                       | |  |
| 16          | 2008년 2월 1일   | 건강검진 받다!                                             |                                                       | |  |
| 17          | 2008년 2월 8일   | 三無 동계올림픽하다                                        |                                                       | |  |
| 18          | 2008년 2월 15일  | 신동과 대결하다!                                           |                                                       | |  |
| 19          | 2008년 2월 22일  | 아나운서에 도전하다!                                       | 신영일                                                | |  |
| 20          | 2008년 2월 29일  | 1:6 소개팅 하다                                            | 지현수                                                | |  |
| 21          | 2008년 3월 7일   | 인맥의 여왕                                                |                                                       | |  |
| 22          | 2008년 3월 14일  | 아트테라피                                                 |                                                       | |  |
| 23          | 2008년 3월 21일  | 천하장사되다!                                              |                                                       | |  |
| 24          | 2008년 3월 28일  | 비보이에 도전하다                                          |                                                       | |  |
| 25          | 2008년 4월 4일   | 뒷담화 특집                                                |                                                       | 오승은 새 드라마 출연으로 하차                                                                                                   |  |
| 26          | 2008년 4월 11일  | 새 멤버 집들이 가다!                                       |                                                       | 황보 새 멤버로 합류 |  |
| 27          | 2008년 4월 18일  | 봄소풍가다                                                 |                                                       | |  |
| 28          | 2008년 4월 25일  | 요리하다! <무한걸스 키친>                                  |                                                       | |  |
| 29          | 2008년 5월 1일   | 괌원정대 1탄                                               |                                                       | |  |
| 30          | 2008년 5월 9일   | 괌원정대 2탄                                               |                                                       | |  |
| 31          | 2008년 5월 16일  | 진실 혹은 거짓                                             |                                                       | |  |
| 32          | 2008년 5월 23일  | 무한걸스 Best of Best !                                    |                                                       | |  |
| 33          | 2008년 5월 30일  | 행사의여왕되다                                             | EXIT                                                  | |  |
| 34          | 2008년 6월 6일   | 축구 드림팀되다!                                           | 유상철, 신승대, 김범용                                | |  |
| 35          | 2008년 6월 13일  | 고민상담소                                                 |                                                       | |  |
| 36          | 2008년 6월 20일  | 웨딩특집 <6월의 신부되다> 1탄                              | 초신성                                                | |  |
| 37          | 2008년 6월 27일  | 웨딩특집 <6월의 신부되다> 2탄                              | 초신성                                                | |  |
| 38          | 2008년 7월 4일   | 시골가다 <당일치기>                                        |                                                       | |  |
| SP          | 2008년 7월 5일   | 무한도전 112회 - 무한도전 & 무한걸스 우리 미팅했어요~! 1부 |                                                       | MBC 토요일 예능 무한도전에 무한걸스 멤버들이 출연                                                                                |  |
| 39          | 2008년 7월 11일  | 워터걸스되다                                               |                                                       | |  |
| SP          | 2008년 7월 12일  | 무한도전 113회 - 무한도전 & 무한걸스 우리 미팅했어요~! 2부 |                                                       | MBC 토요일 예능 무한도전에 무한걸스 멤버들이 출연                                                                                |  |
| 40          | 2008년 7월 18일  | 폐가에서 생긴 일                                           |                                                       | |  |
| 41          | 2008년 7월 25일  | 특종을 잡아라!                                             | 김대오                                                | |  |
| 42          | 2008년 8월 1일   | 여름캠프가다! <1박도전> 1탄                                | 공형진                                                | |  |
| 43          | 2008년 8월 8일   | 여름캠프가다! <1박도전> 2탄                                | 공형진                                                | |  |
| 44          | 2008년 8월 15일  | 하드코어특집                                               |                                                       | |  |
| 45          | 2008년 8월 22일  | 무한걸스가 달라졌어요                                      |                                                       | |  |
| 46          | 2008년 8월 29일  | 뮤직비디오찍다                                             | DNT                                                   | |  |
| 47          | 2008년 9월 5일   | 돌아온 몰래카메라                                          |                                                       | 촬영 이후 스포츠조선의 고정코너인 《술술토크》의 인터뷰가 있었다.                                                                |  |
| 48          | 2008년 9월 12일  | 추석 특집                                                  | 김혜성                                                | |  |
| 49          | 2008년 9월 19일  | 무한걸스 가수되기 프로젝트 1탄                             | 김창렬, 데프콘                                        | |  |
| 50          | 2008년 9월 26일  | 무한걸스 가수되기 프로젝트 2탄                             | 김창렬, 데프콘                                        | |  |
| 51          | 2008년 10월 3일  | 무한걸스의 도전                                            |                                                       | |  |
| 52          | 2008년 10월 10일 | 제주도 레이스 1탄                                          | 유채영, 안혜경                                        | |  |
| 53          | 2008년 10월 17일 | 제주도 레이스 2탄                                          | 유채영, 안혜경                                        | |  |
| 54          | 2008년 10월 24일 | 온천미팅 - 꼬치의 전쟁                                     | 2AM                                                   | |  |
| 55          | 2008년 10월 31일 | 무한걸스의 은밀한 사생활                                   |                                                       | |  |
| 56          | 2008년 11월 7일  | 무한걸스 MC최강전                                          | 이완                                                  | |  |
| 57          | 2008년 11월 14일 | 체험 타조 농장                                             |                                                       | |  |
| SP          | 2008년 11월 15일 | 쇼음악중심 142회                                           |                                                       | MBC 음악프로에 출연, '상상'을 부름                                                                                               |  |
| 58          | 2008년 11월 21일 | 드디어 무대에 서다                                         |                                                       | |  |
| 59          | 2008년 11월 28일 | 니맘대로 하세요                                            |                                                       | |  |
| 60          | 2008년 12월 5일  | 쟁반노래방                                                 | 정운택                                                | |  |
| 61          | 2008년 12월 12일 | 성우, 음향효과맨 도전하다                                  | 강희선                                                | |  |
| 62          | 2008년 12월 19일 | 액션배우 되다                                              |                                                       | |  |
| 63          | 2008년 12월 26일 | 사랑의 바자회                                              |                                                       | |  |
| 64          | 2009년 1월 2일   | 한우농장 가다                                              |                                                       | |  |
| 65          | 2009년 1월 9일   | 레크리에이션 강사 되다                                     |                                                       | |  |
| 66          | 2009년 1월 16일  | 환장의 섬 여행                                             |                                                       | |  |
| 67          | 2009년 1월 23일  | 설 특집 <차례상을 차려라>                                  |                                                       | |  |
| 68          | 2009년 1월 30일  | 설원 위의 무한걸스                                         | 김경록, 조원석                                        | |  |
| 69          | 2009년 2월 6일   | 빅뱅 스페셜 환상의 짝지                                    |                                                       | |  |
| 70          | 2009년 2월 13일  | 밸런타인데이 특집                                          |                                                       | |  |
| 71          | 2009년 2월 20일  | 미션 롤러코스터                                            |                                                       | |  |
| 72          | 2009년 2월 27일  | 일일 선생님                                                |                                                       | |  |
| SP          | 2009년 3월 6일   | 정시아 Special                                             |                                                       | SP,73 연속방송 |  |
| 73          | 2009년 3월 6일   | 시아의 이별여행                                            |                                                       | 정시아 결혼으로 하차 |  |
| 74          | 2009년 3월 13일  | 꽃보다 남자 특집 <금잔디 선발대회>                         | 김창렬                                                | |  |
| 75          | 2009년 3월 20일  | 성형 특집 <성형미인은 뉴규?>                               |                                                       | 정가은 새 멤버로 합류 |  |
| 76          | 2009년 3월 27일  | 봄맞이 기차여행 <망가지길 바래>                            |                                                       | |  |
| 77          | 2009년 4월 3일   | 정가은의 친구를 소개합니다.<정,친,소>                      |                                                       | |  |
| 78          | 2009년 4월 10일  | 패션 모델되다!                                             |                                                       | |  |
| 79          | 2009년 4월 17일  | 슈퍼주니어가 떴다!                                         | 슈퍼주니어                                            | (신동, 은혁, 성민) |  |
| 80          | 2009년 4월 24일  | 무걸의 유혹                                                | 정윤석, 박휘순                                        | |  |
| 81          | 2009년 5월 1일   | 온에어특집                                                 |                                                       | |  |
| 82          | 2009년 5월 8일   | 릴레이 마라톤                                              |                                                       | |  |
| 83          | 2009년 5월 15일  | 때이른 물놀이 특집                                         |                                                       | |  |
| 84          | 2009년 5월 22일  | 해외봉사가다 1탄                                           |                                                       | |  |
| 85          | 2009년 5월 29일  | 해외봉사가다 2탄                                           |                                                       | |  |
| 86          | 2009년 6월 5일   | 살과의 전쟁                                                |                                                       | |  |
| 87          | 2009년 6월 12일  | 전원일기                                                   |                                                       | |  |
| 88          | 2009년 6월 19일  | 머니 레이스                                                |                                                       | |  |
| 89          | 2009년 6월 26일  | 무걸 IN THE 럭셔리                                         |                                                       | |  |
| 90          | 2009년 7월 3일   | 칠월칠석특집 <견우와 직녀>                                 | 2PM                                                   | |  |
| 91          | 2009년 7월 10일  | 봉선, 운전면허 따기 대작전                                 |                                                       | |  |
| 92          | 2009년 7월 17일  | 외국인 가이드 되다                                         |                                                       | |  |
| 93          | 2009년 7월 24일  | 로드쇼, 어디가세요?                                        |                                                       | |  |
| 94          | 2009년 7월 31일  | 바캉스특집 <묻지마 여행>                                   |                                                       | |  |
| 95          | 2009년 8월 7일   | 하드코어특집 <덥거나 혹은 춥거나>                          |                                                       | |  |
| 96          | 2009년 8월 14일  | 여름특집 <보물찾기>                                        |                                                       | |  |
| 97          | 2009년 8월 21일  | 방송분량 뽑기 특집                                         |                                                       | |  |
| 98          | 2009년 8월 28일  | 알바 뛰다!                                                 |                                                       | |  |
| 99          | 2009년 9월 4일   | 천안 레이스 특집 <만남의 광장>                             |                                                       | |  |
| 100         | 2009년 9월 11일  | 100회 특집 <한류진출기>                                    | 장나라                                                | |  |
| 101         | 2009년 9월 18일  | 릴레이 노래방 <인천 시민과 함께>                           |                                                       | |  |
| 102         | 2009년 9월 25일  | 부은걸 VS 브아걸                                           | 브라운아이드걸스                                      | |  |
| 103         | 2009년 10월 2일  | 선덕여왕 특집 <덕대여왕>                                   |                                                       | |  |
| 104         | 2009년 10월 9일  | 방송 2주년 특집 <퀴즈 무한걸스가 좋다!>                    |                                                       | |  |
| 105         | 2009년 10월 16일 | 작전명 봉선데이 24H                                        |                                                       | |  |
| SP          | 2009년 10월 20일 | 상상더하기 252회                                           |                                                       | KBS 화요일 예능 상상더하기에 무한걸스 멤버 송은이, 신봉선, 황보, 백보람, 정가은이 출연, 김신영은 MC                              |  |
| 106         | 2009년 10월 23일 | 본격 애견 맞선 프로젝트 <견생연분>                         |                                                       | |  |
| 107         | 2009년 10월 30일 | 무한걸스 스키점프 하다                                     | 스키점프 대표팀 (김흥수 코치, 강칠구, 김현기, 최용직) | |  |
| 108         | 2009년 11월 6일  | 양치기 소녀 특집                                           |                                                       | |  |
| 109         | 2009년 11월 13일 | 김장, 카운트 다운 <사랑의 김장담그기>                      |                                                       | |  |
| 110         | 2009년 11월 20일 | 무한걸스 <학교 습격하다!!>                                 | 엠블랙, 한림연예고 학생들                             | |  |
| 111         | 2009년 11월 27일 | 무한걸스 제1회 동창회                                      | 오승은 (전임 멤버)                                    | 무한걸스 시즌 1 마지막 방송 |  |
| 시즌 1 종방 |                  |                                                            |                                                       | |  |

### 시즌 2
| 회차        | 방송일           | 제목 (내용)                                   | 게스트                                      | 참고                                                  |  |
| 시즌 2 시작 | 시즌 2 시작      | 시즌 2 시작                                   | 시즌 2 시작                                 | 시즌 2 시작                                           |  |
| ----------- | ---------------- | --------------------------------------------- | ------------------------------------------- | ----------------------------------------------------- |  |
| 112         | 2009년 12월 4일  | 1라운드 - 대한민국 여자 대표 소집             |                                             | 무한걸스 시즌 2 첫 방송                               |  |
| 113         | 2009년 12월 11일 | 2라운드 - 버스끌기, 화생방                    |                                             | 이때부터 안영미가 본격적으로 합류가 되었음.           |  |
| 114         | 2009년 12월 18일 | 해병대입소, 헬기레펠                          |                                             |                                                       |  |
| 115         | 2009년 12월 25일 | 크리스마스 특집 《남자친구와 우정만들기》 1탄 | 류현진, 김태현, 황현희, 장동민, 팝핀현준 등 |                                                       |  |
| 116         | 2010년 1월 1일   | - 《남자친구와 우정만들기》 2탄               | 류현진, 김태현, 황현희, 장동민, 팝핀현준 등 |                                                       |  |
| 116         | 2010년 1월 1일   | - 신년특집 《무한걸스 신년운세 보다!》        |                                             |                                                       |  |
| 117         | 2010년 1월 8일   | 여자들끼리 스키장 재밌게 즐기는 법 1탄        |                                             |                                                       |  |
| 118         | 2010년 1월 15일  | 여자들끼리 스키장 재밌게 즐기는 법 2탄        |                                             |                                                       |  |
| 119         | 2010년 1월 22일  | "무한걸스 정신감정을 받다!!" 1탄              |                                             | 김은정은 다른 프로그램 스케줄 관계로 불참했다.        |  |
| 120         | 2010년 1월 29일  | "무한걸스 정신감정을 받다!!" 2탄              |                                             | 김은정은 다른 프로그램 스케줄 관계로 불참했다.        |  |
| 121         | 2010년 2월 5일   | 2AM과 함께하는 "여자, 발라드를 잘 부르는법"   | 2AM                                         |                                                       |  |
| 122         | 2010년 2월 12일  | 설날특집 <설날 뜻깊게 보내기>                 |                                             |                                                       |  |
| SP          | 2010년 2월 15일  | 놀러와 282회 - (설특집) 무한걸스 시즌2        |                                             | MBC 월요일 예능 놀러와에 무한걸스 시즌2 멤버들이 출연 |  |
| 123         | 2010년 2월 19일  | "놀이동산 초 스피드로 즐기기"                 |                                             |                                                       |  |
| 124         | 2010년 2월 26일  | 《안영미 신상녀 만들기 프로젝트》             |                                             | 솔비 새 앨범 준비관계로 하차.                         |  |
| 125         | 2010년 3월 5일   | "여자 인내심 기르기"                          |                                             |                                                       |  |
| 126         | 2010년 3월 12일  | "새로운 직업 체험하기"                        |                                             |                                                       |  |
| 127         | 2010년 3월 19일  | "일등 신붓감 되기" 1탄                        |                                             | 이지혜 새 멤버로 합류                                 |  |
| 128         | 2010년 3월 26일  | "일등 신붓감 되기" 2탄                        |                                             |                                                       |  |
| 129         | 2010년 4월 2일   | 서울 투어 특집 "서울 속 숨은 명소 즐기기"     |                                             |                                                       |  |
| 130         | 2010년 4월 9일   | 남자친구에게 사랑받는 파스타 만들기           | 신효섭                                      |                                                       |  |
| 131         | 2010년 4월 16일  | 무걸 영어 완전 정복                           |                                             |                                                       |  |
| 132         | 2010년 4월 24일  | 승무원 도전기                                 |                                             |                                                       |  |
| 133         | 2010년 4월 30일  | 《월드스타 "비"를 붙잡을 미션》               | 비                                          |                                                       |  |
| 134         | 2010년 5월 7일   | 어버이날 특집 서프라이즈 파티                 |                                             | 봄개편으로 시간대 변경                                |  |
| 135         | 2010년 5월 14일  | 부산특집 1탄 무한걸스 복불복 쇼!!             |                                             |                                                       |  |
| 136         | 2010년 5월 21일  | 부산특집 2탄 레이싱 모델 도전기               |                                             |                                                       |  |
| 137         | 2010년 5월 28일  | 여성 호신술 도전기                            |                                             |                                                       |  |
| 138         | 2010년 6월 4일   | 《공포체험 - 피의 기말고사》                  |                                             |                                                       |  |
| 139         | 2010년 6월 11일  | 《Y걸 찾기 대작전》                           |                                             |                                                       |  |
| 140         | 2010년 6월 18일  | 《선착순 식신원정대》                         |                                             |                                                       |  |
| 141         | 2010년 6월 25일  | 무한 보물찾기《돈 봉투를 찾아라》             |                                             |                                                       |  |
| 142         | 2010년 7월 2일   | 두려움 극복 프로젝트                          |                                             |                                                       |  |
| 143         | 2010년 7월 9일   | 제주 특집 1탄 《달인과 함께 하는 제주투어》   | 김병만, 류담                                |                                                       |  |
| 144         | 2010년 7월 16일  | 제주 특집 2탄 《제주 체험 현장》              |                                             |                                                       |  |
| 145         | 2010년 7월 23일  | 아이돌 특집 1탄 《인피니트와 예능 아카데미》  | 인피니트                                    |                                                       |  |
| 146         | 2010년 7월 30일  | 아이돌 특집 2탄 《엠블랙과 놀러와》           | 엠블랙                                      |                                                       |  |
| 147         | 2010년 8월 6일   | 아이돌 특집 3탄 《2PM 콘서트에 가다 !!》      | 2PM                                         |                                                       |  |
| 148         | 2010년 8월 13일  | 아이돌 특집 4탄 《유키스 습격사건》           | 유키스                                      |                                                       |  |
| 149         | 2010년 8월 20일  | 무한걸스 일일 엄마 되기                       |                                             |                                                       |  |
| 150         | 2010년 8월 27일  | 우아한 차력쇼                                 |                                             | 시즌 2 마지막 방송                                    |  |
| 시즌 2 종방 |                  |                                               |                                             |                                                       |  |

### 시즌 3
| 회차          | 방송일           | 제목 (내용)                                                                                   | 게스트                                                                               | 참고 |  |
| 시즌 3 시작   | 시즌 3 시작      | 시즌 3 시작                                                                                   | 시즌 3 시작                                                                          | 시즌 3 시작 |  |
| ------------- | ---------------- | --------------------------------------------------------------------------------------------- | ------------------------------------------------------------------------------------ | --- |  |
| 151 (001)     | 2010년 12월 9일  | 첫만남 그리고 영화                                                                            | 김승현                                                                               | 시즌 3 첫 방송 |  |
| 152 (002)     | 2010년 12월 16일 | 미션코드명 대박                                                                               |                                                                                      | |  |
| 153 (003)     | 2010년 12월 23일 | 무한걸스 산부인과 가다                                                                        |                                                                                      | |  |
| 154 (004)     | 2010년 12월 30일 | 2010 대 탈출극                                                                                |                                                                                      | |  |
| 155 (005)     | 2011년 1월 6일   | <오리엔테이션> 겨울 여행 1탄                                                                  |                                                                                      | |  |
| 156 (006)     | 2011년 1월 13일  | <오리엔테이션> 겨울 여행 2탄                                                                  |                                                                                      | |  |
| 157 (007)     | 2011년 1월 20일  | 슈퍼 형부 K                                                                                   |                                                                                      | |  |
| 158 (008)     | 2011년 1월 27일  | <복고 특집> 추억 여행 돌+I 영콘서트                                                           |                                                                                      | |  |
| 159 (009)     | 2011년 2월 3일   | <설날 특집> 2011 신년운세                                                                     |                                                                                      | |  |
| 160 (010)     | 2011년 2월 10일  | 무한걸스 복불복 쇼                                                                            |                                                                                      | 프로그램 런칭 이후 최초 19세 등급 판정 |  |
| 161 (011)     | 2011년 2월 17일  | 무한걸스 포장마차에 떴다                                                                      |                                                                                      | |  |
| 162 (012)     | 2011년 2월 24일  | 단체미팅 <사랑 그리고 열정>                                                                   | 뮤지컬 <콘보이 쇼> 주연배우 7인                                                      | |  |
| 163 (013)     | 2011년 3월 3일   | 신나는 봄 소풍                                                                                |                                                                                      | |  |
| 164 (014)     | 2011년 3월 10일  | 초특급 프로젝트 1탄 <무한걸스 V걸 되기 대작전>                                                |                                                                                      | |  |
| 165 (015)     | 2011년 3월 17일  | 초특급 프로젝트 2탄 <S라인에 도전하다>                                                        |                                                                                      | |  |
| 166 (016)     | 2011년 3월 24일  | 봄맞이 패션쇼 <봄처녀의 발악>                                                                 |                                                                                      | |  |
| 167 (017)     | 2011년 3월 31일  | 무걸 골목대장 선발대회                                                                        |                                                                                      | |  |
| 168 (018)     | 2011년 4월 7일   | 무한걸스 검색어 배틀 <It's real>                                                              |                                                                                      | |  |
| 169 (019)     | 2011년 4월 14일  | 무한걸스 <너도 가수다> 1부                                                                    |                                                                                      | |  |
| 170 (020)     | 2011년 4월 21일  | 무한걸스 <너도 가수다> 2부                                                                    | M4(김원준, 배기성, 이세준, 최재훈)                                                   | |  |
| 171 (021)     | 2011년 4월 28일  | 네쌍둥이와 육아일기                                                                           |                                                                                      | |  |
| 172 (022)     | 2011년 5월 5일   | 섹션TV 무한걸스                                                                               | 유키스                                                                               | |  |
| 173 (023)     | 2011년 5월 12일  | 체험! 노동의 현장                                                                             |                                                                                      | |  |
| 174 (024)     | 2011년 5월 19일  | 대부도 바다여행                                                                               |                                                                                      | 오주은, 한지우 동반하차 |  |
| 175 (025)     | 2011년 5월 26일  | 보고싶다 친구야                                                                               | 최강희, 정가은, 안선영, 김숙, 린, 허경환, 김영철, 김혜진, 권진영, 정경미, 류현경     | 4인 체제 전환 |  |
| 176 (026)     | 2011년 6월 2일   | 무한걸스 대학축제에 가다                                                                      |                                                                                      | |  |
| 177 (027)     | 2011년 6월 9일   | 레이싱에 도전하다                                                                             |                                                                                      | |  |
| 178 (028)     | 2011년 6월 16일  | 무한걸스 프로젝트 런웨이                                                                      | 김경진                                                                               | |  |
| 179 (029)     | 2011년 6월 23일  | 무한걸스 파티퀸에 도전하다                                                                    | 이주노                                                                               | |  |
| 180 (030)     | 2011년 6월 30일  | 무한걸스 꿀피부에 도전하다                                                                    |                                                                                      | |  |
| 181 (031)     | 2011년 7월 7일   | 무한걸스 in 최고의 사랑 패러디 《최악의 사랑》                                                | 양한열, 한민관, 김현철                                                               | |  |
| 182 (032)     | 2011년 7월 14일  | 레이싱에 도전하다 2탄                                                                         | 이화선                                                                               | |  |
| 183 (033)     | 2011년 7월 21일  | 신봉선 복귀 기념 돌아온 몰래카메라 & 도전! 댄싱 위드 더 무한걸스 (1부)                        | 박지은 댄스스포츠 선수                                                               | 신봉선 복귀와 동시에 5인 체제 전환 |  |
| 184 (034)     | 2011년 7월 28일  | 무한걸스의 사소한 도전                                                                        |                                                                                      | |  |
| SP            | 2011년 8월 5일   | 댄싱 위드 더 스타 9회                                                                         |                                                                                      | MBC 금요일 예능 댄싱 위드 더 스타에 무한걸스 멤버들이 깜짝 스페셜 무대를 공연                                                                              |  |
| 185 (035)     | 2011년 8월 4일   | 도전! 댄싱 위드 더 무한걸스 (2탄)                                                             | 박지은 댄스스포츠 선수                                                               | |  |
| 186 (036)     | 2011년 8월 11일  | 도전! 댄싱 위드 더 무한걸스 (3탄)                                                             | 박지은 댄스스포츠 선수                                                               | |  |
| 187 (037)     | 2011년 8월 18일  | 무한걸스 하계 단합대회                                                                        | 박지은 댄스스포츠 선수                                                               | |  |
| 188 (038)     | 2011년 8월 25일  | 도전! 댄싱 위드 더 무한걸스 (4탄) & 황보 팬 미팅, 백보람 생일 파티                            |                                                                                      | |  |
| 189 (039)     | 2011년 9월 1일   | 금고를 열어라 (1탄)                                                                           |                                                                                      | 안영미는 폐렴 증세로 입원한 관계로 녹화 불참 |  |
| 190 (040)     | 2011년 9월 8일   | 금고를 열어라 (2탄) & 추억의 명랑 운동회 (1탄)                                                |                                                                                      | 명랑 운동회부터 안영미 다시 합류함 |  |
| 191 (041)     | 2011년 9월 15일  | 추억의 명랑 운동회 (2탄) & 무한걸스 솔로탈출 프로젝트 짜~악 (1탄)                             | 짜~악 편 : 천명훈, 김인석, 고영욱, 김용표                                            | |  |
| 192 (042)     | 2011년 9월 22일  | 무한걸스 솔로탈출 프로젝트 짜~악 (2탄)                                                        | 천명훈, 김인석, 고영욱, 김용표, 쿨케이                                               | 녹화 중반에 쿨케이가 등장함. |  |
| 193 (043)     | 2011년 9월 29일  | 무한걸스 솔로탈출 프로젝트 짜~악 (3탄)                                                        | 천명훈, 김인석, 고영욱, 김용표, 쿨케이                                               | |  |
| 194 (044)     | 2011년 10월 6일  | 무한걸스 공주 선발대회                                                                        | 김현철                                                                               | |  |
| 195 (045)     | 2011년 10월 13일 | 초심 회복 프로젝트                                                                            |                                                                                      | |  |
| 196 (046)     | 2011년 10월 20일 | 무한걸스는 사랑을 싣고 & 여고에 무한걸스가 떴다                                               |                                                                                      | |  |
| 197 (047)     | 2011년 10월 26일 | 3NE1 TV                                                                                       |                                                                                      | 가을 개편으로 시간대 변경 (밤 00:10 => 저녁 18:00) |  |
| 198 (048)     | 2011년 11월 3일  | 정신개조 프로젝트                                                                             |                                                                                      | |  |
| 199 (049)     | 2011년 11월 10일 | 무한걸스 홍보 프로젝트                                                                        |                                                                                      | 전 멤버 김신영 복귀, 새 식구 김숙의 합류로 7인 체제로 전환함.                                                                                              |  |
| 200 (050)     | 2011년 11월 17일 | 웰컴 투 시네마                                                                                | 영화감독 장진                                                                        | |  |
| 201 (051)     | 2011년 11월 24일 | 시크릿 MT (1부)                                                                               |                                                                                      | |  |
| 202 (052)     | 2011년 12월 1일  | 시크릿 MT (2부) & 무한 토탈 패션                                                              |                                                                                      | |  |
| 203 (053)     | 2011년 12월 8일  | 1인자 쟁탈전 <반장촌>                                                                         |                                                                                      | |  |
| 204 (054)     | 2011년 12월 15일 | <폭탄녀를 찾아라>                                                                             |                                                                                      | |  |
| 205 (055)     | 2011년 12월 22일 | 성탄특집 <예능의 여왕>                                                                        |                                                                                      | |  |
| 206 (056)     | 2011년 12월 29일 | 스머프 마을의 황금열쇠                                                                        |                                                                                      | |  |
| 207 (057)     | 2012년 1월 5일   | 신년특집 <송선배 불혹잔치>                                                                    | 정가은, 엔소닉, 강민혁(씨엔블루/전화연결)                                            | |  |
| 208 (058)     | 2012년 1월 12일  | 무걸판 사우나토크 <해피두배더>                                                                |                                                                                      | |  |
| 209 (059)     | 2012년 1월 19일  | 전생여행                                                                                      |                                                                                      | |  |
| 210 (060)     | 2012년 1월 26일  | 혹한기 트레이닝 특집                                                                          |                                                                                      | |  |
| 211 (061)     | 2012년 2월 2일   | 기네스에 도전하다                                                                             |                                                                                      | MBC 에브리원 HD 채널 런칭과 더불어 프로그램 HD제작 전환 |  |
| 212 (062)     | 2012년 2월 9일   | 자리쟁탈전 - 독을 품은 달 (1탄)                                                               |                                                                                      | |  |
| 213 (063)     | 2012년 2월 16일  | 독을 품은 달 (2탄) & 김 여사네 습격사건 (김숙 자택 방문)                                      |                                                                                      | |  |
| 214 (064)     | 2012년 2월 23일  | 송라인 VS 거지라인                                                                            |                                                                                      | |  |
| 215 (065)     | 2012년 3월 1일   | 심리 배팅 쇼 올인                                                                             |                                                                                      | |  |
| 216 (066)     | 2012년 3월 8일   | 세계 여성의 날 특집 <여자의 일생>                                                             |                                                                                      | |  |
| 217 (067)     | 2012년 3월 15일  | 무한 토탈 패션 야유회 (1부)                                                                   |                                                                                      | |  |
| 218 (068)     | 2012년 3월 22일  | 무한 토탈 패션 야유회 (2부)                                                                   |                                                                                      | 남자 모델 5명 출연 |  |
| 219 (069)     | 2012년 3월 29일  | 지식 배틀 무식 3인방                                                                          |                                                                                      | |  |
| 220 (070)     | 2012년 4월 5일   | 우리의 소리를 알려라 (1부)                                                                    |                                                                                      | |  |
| 221 (071)     | 2012년 4월 12일  | 우리의 소리를 알려라 (2부)                                                                    |                                                                                      | |  |
| 222 (072)     | 2012년 4월 19일  | 우리의 소리를 알려라 (3부)                                                                    |                                                                                      | |  |
| 223 (073)     | 2012년 4월 26일  | 무한걸스 원시시대로 가다                                                                      |                                                                                      | |  |
| 224 (074)     | 2012년 5월 4일   | 장기 프로젝트 《아카펠라에 도전하다》 (1부)                                                   | 한국 혼성 아카펠라 그룹 다이아                                                       | 촬영직전 10아시아 취재진이 찾아와서 송은이와 인터뷰함. |  |
| 225 (075)     | 2012년 5월 10일  | 웨딩 런웨이                                                                                   |                                                                                      | |  |
| 226 (076)     | 2012년 5월 17일  | 장기 프로젝트 《아카펠라에 도전하다》 (2부)                                                   | 한국 혼성 아카펠라 그룹 다이아                                                       | |  |
| 227 (077)     | 2012년 5월 24일  | 장기 프로젝트 《아카펠라에 도전하다》 (3부)                                                   | 미국 아카펠라 그룹 내추럴리 세븐                                                     | |  |
| 228 (078)     | 2012년 5월 31일  | 포커 페이스 (심리 베팅 쇼 올인 2탄)                                                           |                                                                                      | |  |
| 229 (079)     | 2012년 6월 7일   | 여수 엑스포 특집 <돈 가방을 찾아라> (1부)                                                     |                                                                                      | |  |
| 230 (080)     | 2012년 6월 14일  | 여수 엑스포 특집 <돈 가방을 찾아라> (2부)                                                     |                                                                                      | |  |
| 시즌 3 종방   |                  |                                                                                               |                                                                                      | |  |
| 무한걸스 시작 |                  |                                                                                               |                                                                                      | |  |
| 231 (081)     | 2012년 6월 17일  | 무한도전 따라잡기 1탄 《무걸 출판사》                                                         |                                                                                      | 지상파 MBC 입성 이후 첫방송 (매주 일요일 저녁 17:10), 동시에 MBC 에브리원 본방송 시간변경 (목요일 저녁 18:00 ―> 월요일 저녁 18:00)〈지상파 본방후 다음날〉 |  |
| SP            | 2012년 6월 18일  | 놀러와 393회 - 예능계 소문난 칠공주                                                           |                                                                                      | MBC 월요일 예능 놀러와에 무한걸스 멤버들이 출연, 김신영은 청춘불패2 녹화로 불참                                                                            |  |
| 232 (082)     | 2012년 6월 24일  | 무한도전 따라잡기 2탄 《빙고 투어》                                                           |                                                                                      | |  |
| 233 (083)     | 2012년 7월 1일   | 무한도전 따라잡기 3탄 《숙이는 열일곱》                                                       | 손호영                                                                               | |  |
| 234 (084)     | 2012년 7월 8일   | 무한도전 따라잡기 4탄 《의좋은 자매》/ 《의좋다 상한 자매 1부》                               |                                                                                      | |  |
| 235 (085)     | 2012년 7월 15일  | 무한도전 따라잡기 5탄 《의좋다 상한 자매 2부》/ 《무한걸스 단짝 1부》                         |                                                                                      | |  |
| 236 (086)     | 2012년 7월 22일  | 《무한걸스 단짝 2부》                                                                         |                                                                                      | |  |
| 237 (087)     | 2012년 8월 6일   | 런던 올림픽 축구 응원전                                                                       | 서지석, 김영, 박도훈                                                                 | 8월 5일 MBC 결방, 8월 6일 MBC 에브리원 단독 방송 |  |
| 238 (088)     | 2012년 8월 12일  | 올림픽특집 《무걸 태릉 선수촌》                                                               | 신성고등학교 수영부 선수들, 김세진, 심권호                                           | |  |
| 무한걸스 종방 |                  |                                                                                               |                                                                                      | |  |
| 시즌 3        |                  |                                                                                               |                                                                                      | |  |
| 239 (089)     | 2012년 8월 20일  | 2012 무걸 상반기 결산 특집 《글로벌 외모순위》                                                |                                                                                      | 매주 월요일 저녁 6시, MBC 에브리원 단독 본방송으로 복귀 |  |
| 240 (090)     | 2012년 8월 27일  | 도둑女들                                                                                      |                                                                                      | |  |
| 241 (091)     | 2012년 9월 3일   | 킬링캠프, 비참하지 아니한가 1부                                                               |                                                                                      | |  |
| 242 (092)     | 2012년 9월 10일  | 킬링캠프, 비참하지 아니한가 2부                                                               |                                                                                      | |  |
| 243 (093)     | 2012년 9월 17일  | 《응답하라 1983》- 무한초등학교 3학년 1반 동창회 1부                                          |                                                                                      | |  |
| 244 (094)     | 2012년 9월 24일  | 《응답하라 1983》- 무한초등학교 3학년 1반 동창회 2부                                          | 황민우 (리틀 싸이)                                                                   | |  |
| 245 (095)     | 2012년 10월 1일  | 추석특집 《TV스타킹》                                                                         |                                                                                      | |  |
| 246 (096)     | 2012년 10월 8일  | 《무걸 출판사》2부                                                                            |                                                                                      | |  |
| 247 (097)     | 2012년 10월 15일 | 《무걸판 T24 프로젝트》                                                                       |                                                                                      | |  |
| 248 (098)     | 2012년 10월 22일 | 《안영미 몰카 대작전》 1부                                                                    |                                                                                      | |  |
| 249 (099)     | 2012년 10월 29일 | 《안영미 몰카 대작전》 2부                                                                    |                                                                                      | |  |
| 250 (100)     | 2012년 11월 5일  | 시즌 3 100회 특집 《100회 토론》 1부                                                          |                                                                                      | |  |
| 251 (101)     | 2012년 11월 12일 | 시즌 3 100회 특집 《100회 토론》 2부 / 세상 어디에도 없는 《착한여자》 1부                    |                                                                                      | |  |
| 252 (102)     | 2012년 11월 19일 | 세상 어디에도 없는 《착한여자》 2부                                                           |                                                                                      | |  |
| 253 (103)     | 2012년 11월 26일 | 세상 어디에도 없는 《착한여자》 3부                                                           | 박재정                                                                               | |  |
| 254 (104)     | 2012년 12월 3일  | 《무걸 도시락》                                                                               |                                                                                      | |  |
| SP            | 2012년 12월 3일  | 2012 MBC 창사특집 '함께 하는 세상 명사들의 사랑나눔'                                          |                                                                                      | 《무걸 도시락》판매 수익금 전액 기부로 영상 출연 |  |
| 255 (105)     | 2012년 12월 10일 | 《무걸촌네 사람들》 1부                                                                       |                                                                                      | |  |
| 256 (106)     | 2012년 12월 17일 | 《무걸촌네 사람들》 2부                                                                       | 숀리                                                                                 | |  |
| 257 (107)     | 2012년 12월 24일 | 2012 무걸 영화제 1부                                                                          |                                                                                      | |  |
| 258 (108)     | 2012년 12월 31일 | 2012 무걸 영화제 2부                                                                          | 시상식 진행 - 손호영, 정가은                                                         | |  |
| 259 (109)     | 2013년 1월 7일   | 신년특집 《복불복 운수좋은 날》                                                               |                                                                                      | |  |
| 260 (110)     | 2013년 1월 14일  | 복불복 완결판 《혹한기 캠프 in 명동》                                                         |                                                                                      | 김신영은 과로로 인해 촬영 불참 |  |
| 261 (111)     | 2013년 1월 21일  | 《100원 레이스 - 서울구경》1탄                                                                |                                                                                      | 김신영은 과로로 인해 촬영 불참 |  |
| 262 (112)     | 2013년 1월 28일  | 《100원 레이스 - 서울구경》2탄                                                                |                                                                                      | 김신영은 과로로 인해 촬영 불참 |  |
| 263 (113)     | 2013년 2월 4일   | 《무걸 출판사 - 무걸 매거진 발행》                                                            | 솔비, 김경진, 이정진                                                                 | 김신영은 과로로 인해 촬영 불참, 2기 멤버 솔비가 출판사 이사역으로 특별출연, 김경진, 이정진 특별 출연                                                       |  |
| 264 (114)     | 2013년 2월 11일  | 《무걸 - 뜻밖의 퇴근》1탄                                                                     |                                                                                      | 김신영은 과로로 인해 촬영 불참 |  |
| 265 (115)     | 2013년 2월 18일  | 《무걸 - 뜻밖의 퇴근》2탄                                                                     |                                                                                      | 김신영은 과로로 인해 촬영 불참 |  |
| 266 (116)     | 2013년 2월 25일  | 《도전 ! 내일은 요리왕》1탄                                                                   | 브라이언                                                                             | 김신영은 과로로 인해 촬영 불참 |  |
| 267 (117)     | 2013년 3월 5일   | 《도전 ! 내일은 요리왕》2탄                                                                   | 브라이언                                                                             | 김신영은 과로로 인해 촬영 불참 대신 전화연결을 하면서 회복을 알림.                                                                                         |  |
| 268 (118)     | 2013년 3월 11일  | 《무걸 ! 어디가》                                                                             | 정가은 (1기 멤버)                                                                    | 김신영은 과로로 인해 촬영 불참 |  |
| 269 (119)     | 2013년 3월 18일  | 《무걸 ! 어디가》                                                                             | 정가은 (1기 멤버)                                                                    | 김신영은 과로로 인해 촬영 불참 |  |
| 270 (120)     | 2013년 3월 25일  | 《수상한 학교》 1탄                                                                           | 신영일                                                                               | 김신영은 과로로 인해 촬영 불참 |  |
| 271 (121)     | 2013년 4월 1일   | 《수상한 학교》 2탄 / 《작전명 ! 신세계》 1탄                                                 | 신영일                                                                               | 김신영은 과로로 인해 촬영 불참 / 《작전명 ! 신세계》부터 김신영 복귀                                                                                       |  |
| 272 (122)     | 2013년 4월 8일   | 《작전명 ! 신세계》 2탄                                                                       |                                                                                      | 《작전명 ! 신세계》부터 김신영 복귀 |  |
| 273 (123)     | 2013년 4월 15일  | 《도전 ! 내일은 요리왕》 3탄                                                                  | 이상학 셰프, 브라이언                                                                | 엄지원, 양희은, 조혜련, 김지선, 오승은, 홍경민, 나르샤, 쥬얼리(김은정, 김예원) <맛 평가단>으로 특별 출연                                                   |  |
| 274 (124)     | 2013년 4월 22일  | 《아줌마 앤 더 시티》                                                                         | 스윗 소로우                                                                          | |  |
| 275 (125)     | 2013년 4월 29일  | 《조커의 초대》                                                                               |                                                                                      | |  |
| 276 (126)     | 2013년 5월 6일   | 《도전 ! 내일은 요리왕》 4탄                                                                  | 이상학 셰프, 브라이언, 어성우 셰프                                                   | |  |
| 277 (127)     | 2013년 5월 13일  | 《두근 두근 캠퍼스》                                                                          |                                                                                      | |  |
| 278 (128)     | 2013년 5월 20일  | 세계인의 날 특집《무걸 게스트 하우스》                                                        |                                                                                      | |  |
| 279 (129)     | 2013년 5월 27일  | 《도전 ! 내일은 요리왕》 5탄 (최종회)                                                         |                                                                                      | |  |
| 280 (130)     | 2013년 6월 3일   | 《무걸은 위장취업중 - 언더커버 무걸》                                                         |                                                                                      | |  |
| 281 (131)     | 2013년 6월 10일  | 《무걸판 직장의 신 특집》                                                                     |                                                                                      | |  |
| 282 (132)     | 2013년 6월 17일  | 《묻지마 올림픽》                                                                             |                                                                                      | |  |
| 283 (133)     | 2013년 6월 24일  | 《은밀하게 유치하게》                                                                         |                                                                                      | |  |
| 284 (134)     | 2013년 7월 1일   | 《부당거래 - 무걸파 VS 무지개파》 1부                                                         | 레인보우                                                                             | |  |
| 285 (135)     | 2013년 7월 8일   | 《부당거래 - 무걸파 VS 무지개파》 2부                                                         | 레인보우                                                                             | |  |
| 286 (136)     | 2013년 7월 15일  | 《진격의 먹방》 1부                                                                           | 식스타팀 (이국주, 신기루, 김민경)                                                    | |  |
| 287 (137)     | 2013년 7월 22일  | 《진격의 먹방》 2부 《시청률의 여왕》 1부                                                     | 식스타팀 (이국주, 신기루, 김민경)                                                    | |  |
| 288 (138)     | 2013년 7월 29일  | 《시청률의 여왕》 2부                                                                         |                                                                                      | |  |
| 289 (139)     | 2013년 8월 5일   | 《진격의 거인》                                                                               | 한기범, 강지우, 이태현                                                               | |  |
| 290 (140)     | 2013년 8월 12일  | 《못.친.소. - 못나가는 친구를 소개합니다》1부                                                 | 사유리, 박휘순, 양세형, 정정아, 박형섭, 조우용, 허공, 김덕현, 강유미, 윤민수         | |  |
| 291 (141)     | 2013년 8월 19일  | 《못.친.소. - 못나가는 친구를 소개합니다》2부                                                 | 사유리, 박휘순, 양세형, 정정아, 박형섭, 조우용, 허공, 김덕현, 강유미, 윤민수         | |  |
| 292 (142)     | 2013년 8월 26일  | 《못.친.소. - 못나가는 친구를 소개합니다》3부 / 《무한걸스 - 부산 코미디 페스티벌에 가다》1부 | 사유리, 박휘순, 양세형, 정정아, 박형섭, 조우용, 허공, 김덕현, 강유미, 윤민수, 김준호 | |  |
| 293 (143)     | 2013년 9월 2일   | 《NEW 캐릭터 연구소》                                                                         | 허지웅, 황영진                                                                       | |  |
| 294 (144)     | 2013년 9월 9일   | 《의리의 그녀들》                                                                             |                                                                                      | |  |
| 295 (145)     | 2013년 9월 16일  | 《무한걸스 - 부산 코미디 페스티벌에 가다》2부                                                 |                                                                                      | |  |
| 296 (146)     | 2013년 9월 23일  | 《무한걸스 - 부산 코미디 페스티벌에 가다》3부                                                 |                                                                                      | |  |
| 297 (147)     | 2013년 9월 30일  | 《무한걸스 - 부산 코미디 페스티벌에 가다》4부                                                 |                                                                                      | |  |
| 298 (148)     | 2013년 10월 7일  | 《무한걸스 시구왕 특집》                                                                      | MBC Sports+ 김민아 아나운서, 박재홍, 손혁 해설위원                                   | |  |
| 299 (149)     | 2013년 10월 14일 | 《무한걸스 벼룩시장》                                                                         |                                                                                      | |  |
| 300 (150)     | 2013년 10월 21일 | 《Back to the '90s 무걸 가을소풍 가다》                                                       | 양세형, 필독                                                                         | |  |
| 301 (151)     | 2013년 10월 28일 | 《원석을 찾아라》                                                                             |                                                                                      | |  |
| 302 (152)     | 2013년 11월 4일  | 《7 VS 100 초등학생을 이겨라!》                                                               | 임성민                                                                               | |  |
| 303 (153)     | 2013년 11월 11일 | 《무걸촌네 사람들–공부방 선생님과 어머니들》                                                  | 에릭 남                                                                              | |  |
| 304 (154)     | 2013년 11월 18일 | 《무한걸스 - 마초사냥》                                                                       | 브라이언                                                                             | |  |
| 305 (155)     | 2013년 11월 25일 | 시즌 3 최종회《가상 상황극 - 무한걸스 50주년 특집》                                           |                                                                                      | 시즌 3 마지막 방송 |  |
| 시즌 3 종방   |                  |                                                                                               |                                                                                      | |  |

## 앨범
- 2008년《무한걸스 가수되기 프로젝트》대표곡 〈상상〉(원곡 : 송은이 〈상상〉)

## 수상
- 2008년 M.net 20's Choice 어워드 HOT 케이블쇼상

## 타 프로그램 출연
1기
- 2008년 MBC 《무한도전》 (무한도전&무한걸스 우리 미팅했어요 : 2008년 7월 5일 ~ 12일)
- 2008년 MBC 《쇼음악중심》(2008년 11월 15일)
- 2009년 KBS2 《상상더하기》 (2009년 10월 20일)

 2기 
- 2010년 MBC 《놀러와》 (설특집 - 무한걸스와 함께 : 2010년 2월 15일)

3기 
- 2011년 MBC 《댄싱 위드 더 스타》 (스페셜 공연 : 2011년 8월 5일)
- 2012년 MBC 《놀러와》 ("예능계의 소문난 칠공주" 편 : 2012년 6월 18일, 김신영은 KBS2 청춘불패2 녹화 관계로 참석을 못함.)
- 2013년 JTBC 《신화방송》("무한걸스 앤디 납치 사건"편 : 2013년 6월 2일 ~ 9일, 황보와 안영미는 개인 스케줄 관계로 참석을 못함.)

종영 이후
- 2017년 MBC 에브리원 《비디오스타》(68~69회 - MBC에브리원 개국 10주년 기념 레전드 특집 "우리는 무한걸스"편 : 2017년 10월 24일 ~ 31일, 31일 방송분엔 안영미가 스케줄 관계로 중간에 빠지고 오승은이 중간에 등장함.)

## 같이 보기
- 판벌려 - 이번 판은 한복판 (JTBC2 자체 제작 방송 프로그램)